# Rio Bucovăţ (Bega)
O Rio Bucovăţ é um rio da Romênia afluente do Rio Bega, localizado no distrito de Timiş.